# Буран-Кая
Буран-Кая  — многослойная стоянка каменного века в Крыму. Находится в скальном навесе горы Буран-Кая в среднем течении реки Бурульча (Крым, Белогорский район).

## Раскопки

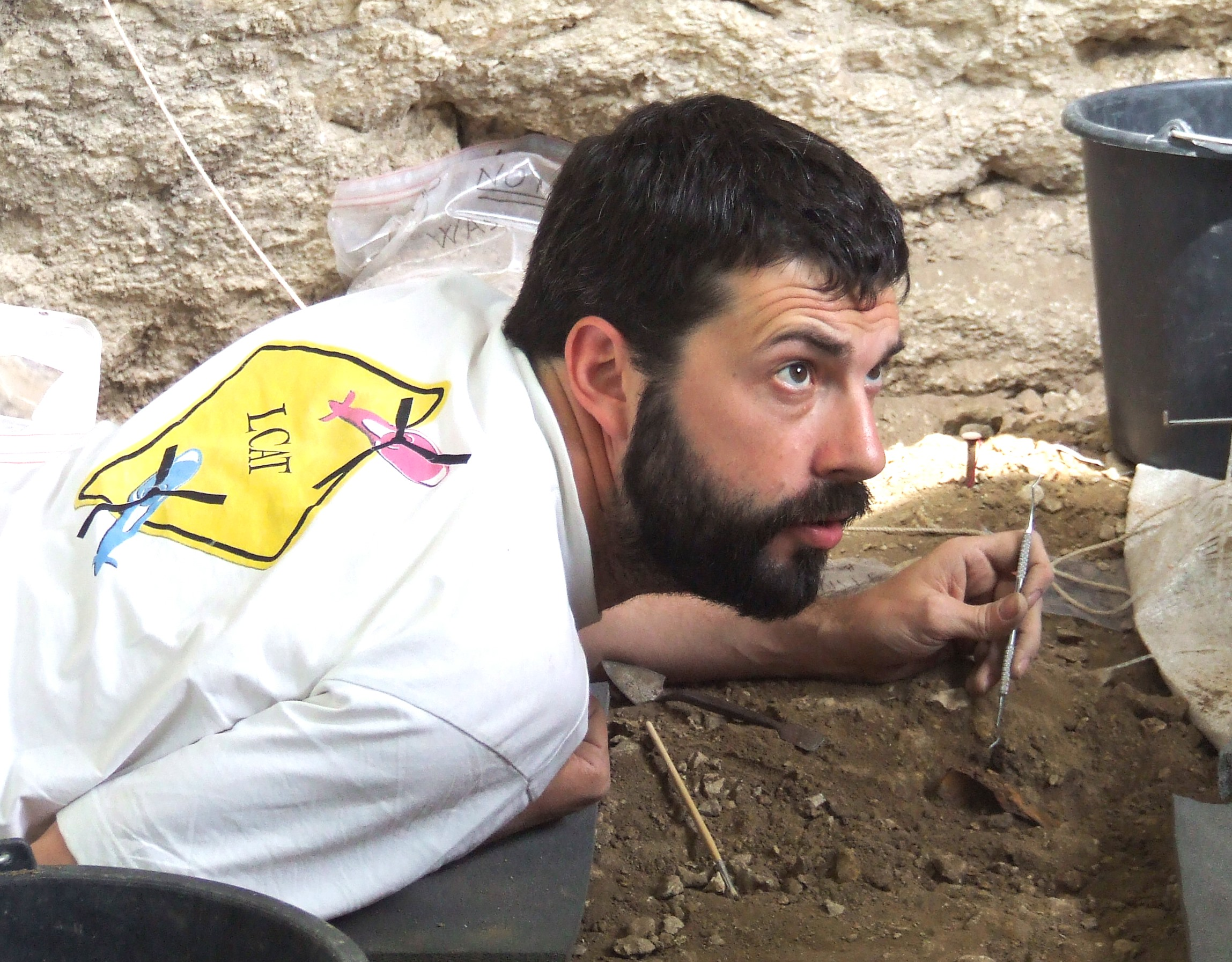
Сотрудник совместной украинско-французской экспедиции 2013 года под руководством А. А. Яневича (Институт археологии НАН Украины) на раскопе

Стоянка содержит археологические культурные слои неолитической таш-аирской культуры (слой 3), свидерской культуры (слой 4), шан-кобинской культуры (слой 5), буран-кайской культуры (слои 6-1, 6-2), позднего ориньяка (слои 6-3, 6-4, 6-5), киик-кобинской культуры (слои В, В1). По археологическим материалам стоянки, были выделены новые культурные явления позднего палеолита: буран-кайская культура, индустрия позднего ориньяка по образцу Буран-Кая. Памятник позволяет проследить этнокультурные процессы в Крыму в широких хронологических рамках — от мустье к заключительным этапам позднего палеолита. Это свидетельствует о неравномерности перехода от раннего к позднему палеолиту.
Стоянка Буран-Кая III слой С относится к селетоидным комплексам Украины, наряду со стоянками Высь в Кировоградской области, Стинка на Среднем Днестре в Черновицкой области, Мира под Запорожьем, Королёво II в Закарпатье.
Исследование костных останков из палеолитической стоянки Буран-Кая III показало, что обитатели стоянки, жившие 33 — 38 тыс. лет назад, в дополнение к растительной диете ели сухопутных животных (мамонтов, благородных оленей, лошадей, сайгаков и зайцев), а не рыбу. Значение изотопа углерода δ13C у BK3-07-01 = –19,4 ‰, изотопа азота δ15N = +15,4 ‰, значение изотопа углерода δ13C у BK3-12-01 = –18,9 ‰, изотопа азота δ15N = +16,8 ‰.

## Данные палеогенетики
На стоянке Буран-Кая III (слой B) неандертальцы жили  от 43,5 до 39,6 тыс. лет до настоящего времени, непосредственно перед мегаизвержением Флегрейских полей (39 280 ± 110 л. н.).

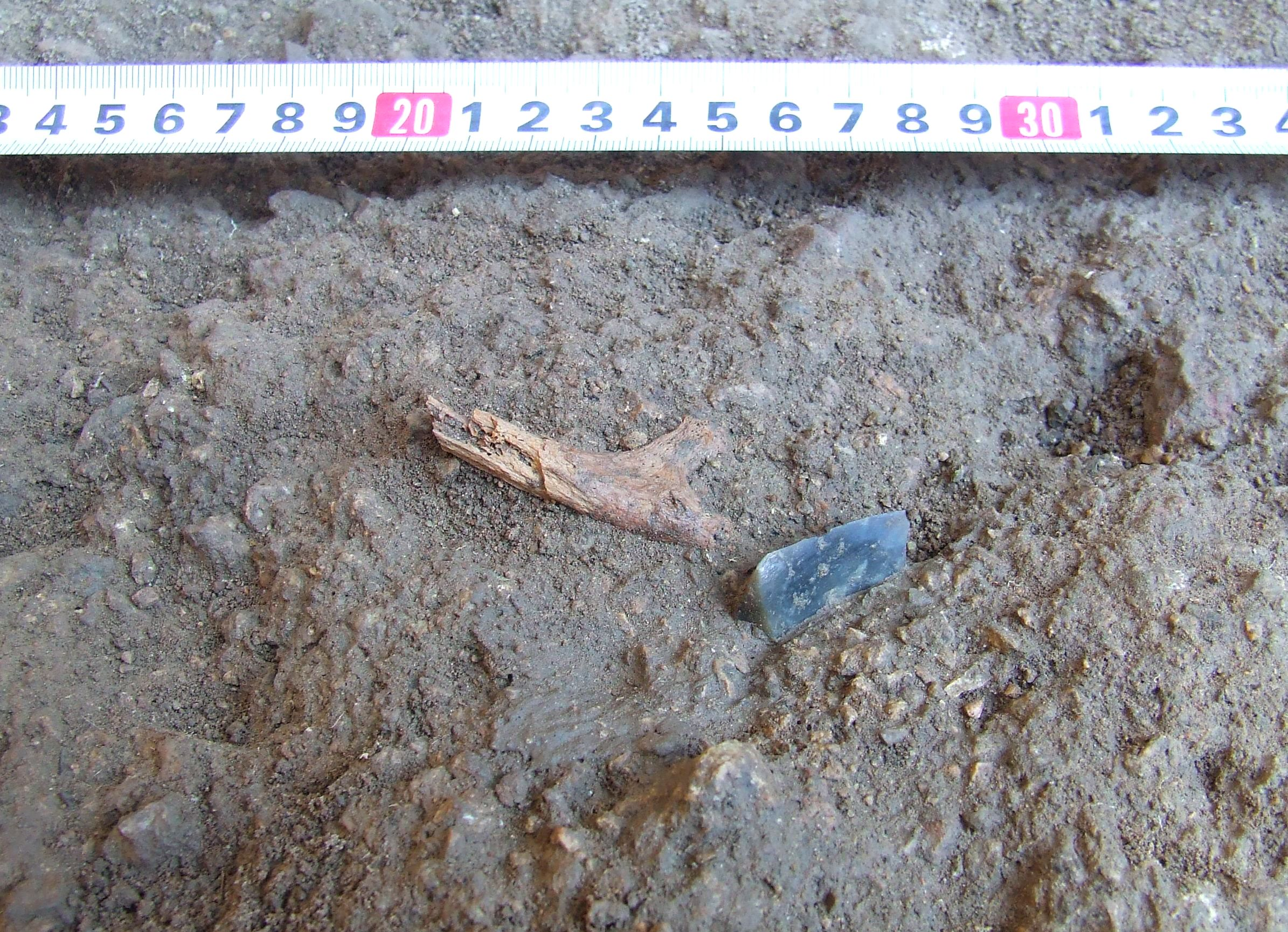
Обломок кости сапиенса и фрагмент орудия из позднепалеолитического археологического слоя, найденные совместной украинско-французской экспедицией летом 2013 года

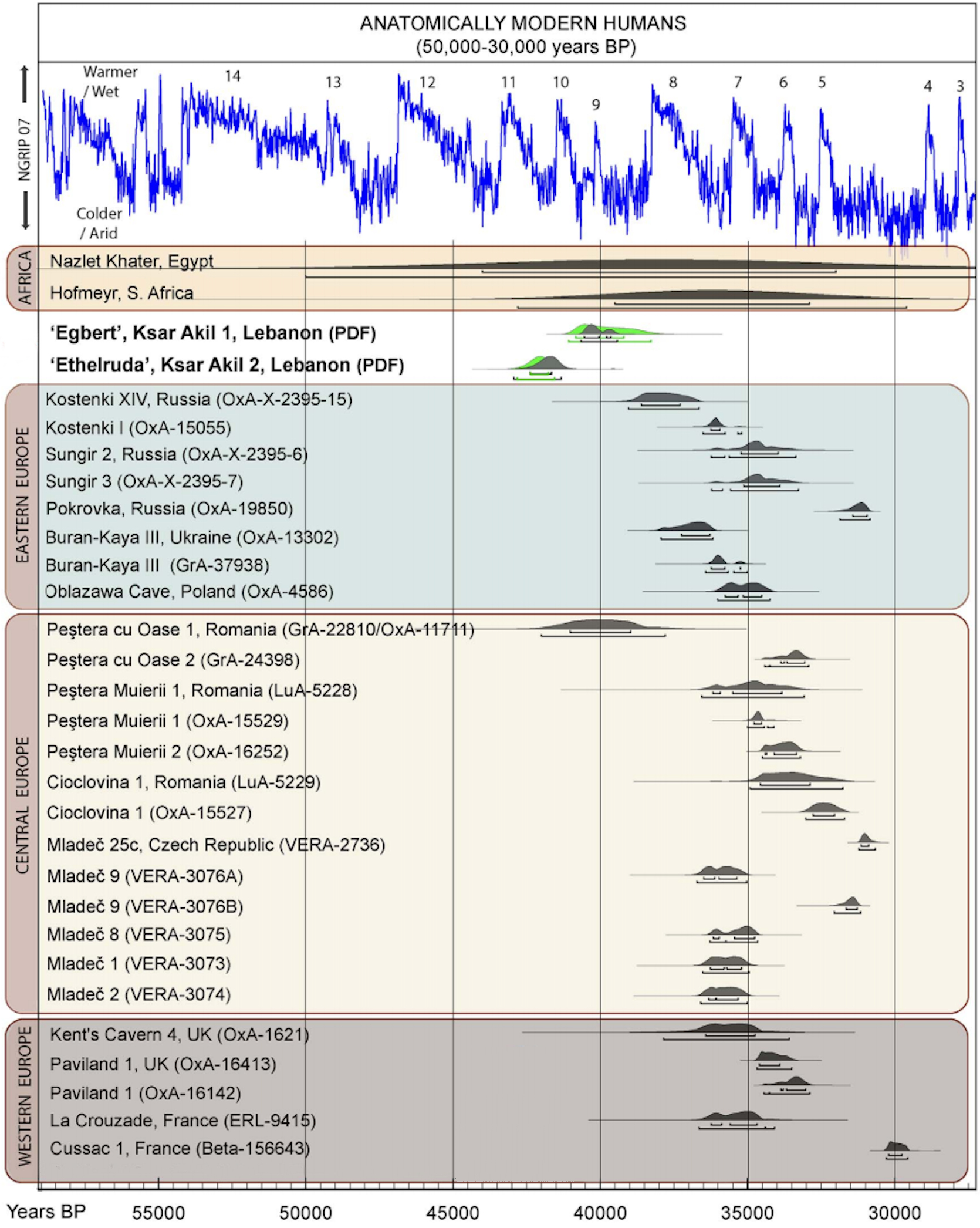
Анатомически современные люди в Европе и Африке, датированными напрямую, с калиброванными углеродными датами по состоянию на 2013 год

Полногеномный анализ восточноевропейского сапиенса BuranKaya3A, жившего на стоянке Буран-Кая III в Крыму 36 тыс. л. н., показал, что он был генетически близок как к жителям Русской равнины того же времени, так и к представителям классического граветта Центральной Европы, жившим на 6 тыс. лет позже. При этом у него определена митохондриальная гаплогруппа N1 и Y-хромосомная гаплогруппа BT с дополнительными производными аллелями, предполагающими возможное помещение BuranKaya3A в Y-хромосомную гаплогруппу CT или C. Ранняя ветвь митохондриальной гаплогруппы N1 у BuranKaya3A заметно отличается от митохондриальной гаплогруппы N, идентифицированной у образца Oase-1 (40 тыс. л. н.) из румынской пещеры Пештера-ку-Оасе, и принадлежит к более базальной линии, которая не имеет современных потомков. Кроме того, N1 BuranKaya3A несёт три из восьми мутаций, происходящих до редкой митохондриальной гаплогруппы N1b, наиболее концентрированной на Ближнем Востоке, но широко распространенной от Западной Евразии до Африки. Дополнительные наследственные аллели делают назначение для BuranKaya3A Y-хромосомных гаплогрупп C1a2 или C1b маловероятным. В геноме BuranKaya3A выявлено 3,4 ± 1,4 % неандертальской примеси. Этот уровень неандертальской родословной характерен для современных западноевразийцев и не свидетельствует о позднем локальном смешивании неандертальцев в Крыму с анатомически современными людьми. У образца BuranKaya3C (BuKa3C) выявлено 2,2 ± 1,0 % неандертальской примеси.